# Dent de la Brenleire
Dent de la Brenleire är en bergstopp i Schweiz.   Den ligger i distriktet Gruyère och kantonen Fribourg, i den sydvästra delen av landet, 50 km söder om huvudstaden Bern. Toppen på Dent de la Brenleire är 2 353 meter över havet, eller 292 meter över den omgivande terrängen. Bredden vid basen är 1,6 km.
Terrängen runt Dent de la Brenleire är bergig åt sydväst, men åt nordost är den kuperad. Närmaste större samhälle är Bulle, 11,8 km nordväst om Dent de la Brenleire. 
I omgivningarna runt Dent de la Brenleire växer i huvudsak blandskog. Runt Dent de la Brenleire är det ganska glesbefolkat, med 38 invånare per kvadratkilometer.